# Кошмамбет
Кошмамбет (каз. Қошмәмбет) — село в Карасайском районе Алматинской области Казахстана. Входит в состав Новошамалганского сельского округа. Село было названо в честь революционера Каримбая Кошмамбетова. Код КАТО — 195237400.

## Административное деление
В состав села Кошмамбет входит два дачных массива ; «Текели» ; «Дружба».

## Население
В 1999 году население село составляло 1999 человек (971 мужчина и 1028 женщин). По данным переписи 2009 года, в селе проживали 3582 человека (1758 мужчин и 1824 женщины).